# Charles-Albert Demoustier
Charles-Albert Demoustier (Villers-Cotterêts, 13 marzo 1760 – Parigi, 2 marzo 1801) è stato uno scrittore francese.

## Biografia
Sosteneva falsamente di essere un discendente di La Fontaine da parte di madre e di Racine da parte di padre.
Iniziò con il fare l'avvocato, ma successivamente decise di fare lo scrittore. Nel 1786 pubblicò la prima parte di Lettres à Emilie sur la mythologie. La sesta parte venne pubblicata nel 1798.
Queste opere, alternando prosa e madrigali, ebbero molto successo.
Demoustier provò a modificare Lettres à Emilie sur la mythologie, ma il libraio, che possedeva i diritti d'autore, si rifiutò di farlo, perché aveva una scorta di copie precedenti. Demoustier non fu in grado di attendere, essendo morto di una morte dolorosa e prematura, a Parigi, subito dopo.
Scrisse anche delle commedie:
- Conciliateur ou l'Homme aimable, in 5 atti e in versi, 1791
- Femmes, in 3 atti e in versi
- Alceste ou le misanthrope corrigé, in 3 atti e in versi

e un libretto d'opera, Épicure, un Corso di morale, opuscoli e brevi poemi.